# Рыбное (озеро, Асановский сельский округ)
Рыбное (каз. Рыбное) — озеро в Кызылжарском районе Северо-Казахстанской области Казахстана. Находится в 11 км к востоку от города Петропавловска и в 4,2 км к северо-западу от села Асаново.
По данным топографической съёмки 1940-х годов, площадь поверхности озера составляет 1,28 км². Наибольшая длина озера — 1,4 км, наибольшая ширина — 1,1 км. Длина береговой линии составляет 4,3 км, развитие береговой линии — 1,06. Озеро расположено на высоте 132,4 м над уровнем моря.
Озеро входит в перечень рыбохозяйственных водоёмов местного значения.